# Великий Яблунець
Вели́кий Яблуне́ць (до 1946 року — Яблунець) — село в Україні, у Ємільчинській селищній територіальній громаді Звягельського району Житомирської області. Чисельність населення становить 624 особи (2001). У 1923—2017 роках — адміністративний центр колишньої однойменної сільської ради.

## Загальна інформація
Розташоване за 18 км від смт Ємільчине, за 4 км від залізничної станції Яблунець.

## Населення
Наприкінці 19 століття кількість населення становила 774 особи, дворів — 142.
Відповідно до результатів перепису населення Російської імперії 1897 року, загальна кількість мешканців села становила 816 осіб, з них: православних — 782, чоловіків — 427, жінок — 389.
У 1906 році у селі налічувалося 910 мешканців, дворів — 151, у 1923 році — 276 дворів та 1 543 мешканців.
Станом на 1972 рік кількість населення становила 1 500 осіб, дворів — 513.
Відповідно до результатів перепису населення СРСР, кількість населення, станом на 12 січня 1989 року, становила 776 осіб. Станом на 5 грудня 2001 року, відповідно до перепису населення України, кількість мешканців села становила 624 особи.

### Мова
Розподіл населення за рідною мовою за даними перепису 2001 року:
| Мова       | Відсоток |
| ---------- | -------- |
| українська | 99,36%   |
| російська  | 0,32%    |
| білоруська | 0,32%    |

## Історія
Наприкінці 19 століття — сільце Барашівської волості Житомирського повіту, за 90 верст від Житомира, належало графині Тишкевич, входило до православної парафії у Рясному (5 верст).
У 1906 році — сільце Барашівської волості (1-го стану) Житомирського повіту Волинської губернії. Відстань до губернського та повітового центру, м. Житомир, становила 87 верст, до волосного центру, с. Бараші — 12 верст. Найближче поштово-телеграфне відділення розміщувалося у Горошках.
У березні 1921 року, в складі волості, увійшло до новоутвореного Коростенського повіту Волинської губернії. У 1923 році включене до складу новоствореної Яблунецької сільської ради, яка, 7 березня 1923 року, увійшла до складу новоутвореного Барашівського району Коростенської округи, адміністративний центр ради. Розміщувалося за 12 верст від районного центру, с. Бараші.
Під час загострення сталінських репресій проти українського народу в 30-і роки минулого століття органами НКВС безпідставно заарештовано та позбавлено волі на різні терміни 28 мешканців села, з яких 18 осіб розстріляно.
На фронтах Німецько-радянської війни воювали 130 селян, з них 51 нагороджено орденами й медалями, 79 загинуло. На їх честь встановлено пам'ятник.
В радянські часи в селі розміщувалася центральна садиба колгоспу, який обробляв 3,6 тис. га угідь, з них 2,3 тис. — рілля. Господарство спеціалізувалося на вирощуванні льону, картоплі та м'ясо-молочному тваринництві. Був цегельний завод, кам'яний кар'єр.
Із соціальної сфери були восьмирічна школа, будинок культури, бібліотека, лікарська амбулаторія, дитячі ясла, два магазини. 85 селян нагороджено орденами й медалями.
У 1946 році перейменоване на Великий Яблунець. 30 грудня 2962 року, в складі сільської ради, передане до Ємільчинського району Житомирської області.
29 березня 2017 року включене до складу Ємільчинської селищної територіальної Ємільчинського району Житомирської області. Від 19 липня 2020 року, разом з громадою, в складі новоствореного Новоград-Волинського (згодом — Звягельський) району Житомирської області.

## Відомі особи
- Токовчук Петро Прокопович (1930—2019) — монах Києво-Печерської Лаври, інок Симеон[13].